# Nuoto ai Giochi della XIX Olimpiade - 100 metri stile libero maschili
La competizione dei 100 metri stile libero maschili di nuoto ai Giochi della XIX Olimpiade si è svolta nei giorni 18 e 19 ottobre 1968 alla Piscina Olímpica Francisco Márquez di Città del Messico.

## Programma
| Data            | Round        | Note                                |
| --------------- | ------------ | ----------------------------------- |
| 18 ottobre 1968 | 9 Batterie   | I migliori 24 tempi alle semifinali |
| 18 ottobre      | 3 Semifinali | I migliori 8 tempi alla finale      |
| 19 ottobre      | Finale       |                                     |

## Risultati

### Batterie
| Pos. | Atleta          | Nazione     | Totale | Pos F |
| ---- | --------------- | ----------- | ------ | ----- |
| 1    | Michel Rousseau | Francia     | 54"9   | 8 Q   |
| 2    | Lester Eriksson | Svezia      | 55"2   | 14 Q  |
| 3    | Bernard Gruener | Francia     | 56"2   | 27    |
| 4    | Pano Capéronis  | Svizzera    | 56"2   | 28    |
| 5    | Ørjan Madsen    | Norvegia    | 56"3   | 30    |
| 6    | Donnacha O'Dea  | Irlanda     | 59"5   | 55    |
| 7    | Lee Tong-Shing  | Taiwan      | 1'01"0 | 60    |
| 8    | José Alvarado   | El Salvador | 1'02"0 | 62    |

| Pos. | Atleta              | Nazione       | Totale | Pos F |
| ---- | ------------------- | ------------- | ------ | ----- |
| 1    | Luis Nicolao        | Argentina     | 54"6   | 4 Q   |
| 2    | Robert McGregor     | Gran Bretagna | 55"1   | 12 Q  |
| 3    | Greg Rogers         | Australia     | 55"4   | 15 Q  |
| 4    | José Roberto Aranha | Brasile       | 56"8   | 37    |
| 5    | Mario Santibáñez    | Messico       | 57"0   | 39    |
| 6    | Andrew Loh          | Hong Kong     | 1'00"7 | 59    |
| 7    | Luis Aguilar        | Costa Rica    | 1'04"5 | 64    |

| Pos. | Atleta            | Nazione          | Totale | Pos F |
| ---- | ----------------- | ---------------- | ------ | ----- |
| 1    | Leonid Il'ičëv    | Unione Sovietica | 54"9   | 8 Q   |
| 2    | Kunihiro Iwasaki  | Giappone         | 55"5   | 17 Q  |
| 3    | Gary Goodner      | Porto Rico       | 55"7   | 19 Q  |
| 4    | Rafaél Cal        | Messico          | 56"5   | 33    |
| 5    | Peter Schmid      | Austria          | 57"1   | 41    |
| 6    | Ronnie Wong       | Hong Kong        | 58"0   | 46    |
| 7    | Fernando González | Ecuador          | 58"6   | 50    |

| Pos. | Atleta           | Nazione        | Totale | Pos F |
| ---- | ---------------- | -------------- | ------ | ----- |
| 1    | Zachary Zorn     | Stati Uniti    | 54"3   | 2 Q   |
| 2    | Wolfgang Kremer  | Germania Ovest | 55"0   | 11 Q  |
| 3    | Gábor Kucsera    | Ungheria       | 55"1   | 12 Q  |
| 4    | Csaba Csatlós    | Ungheria       | 56"6   | 36    |
| 5    | Herman Verbauwen | Belgio         | 57"5   | 45    |
| 6    | Federico Sicard  | Colombia       | 59"0   | 53    |
| 7    | Yacoub Masboungi | Libano         | 1'00"5 | 58    |

| Pos. | Atleta               | Nazione     | Totale | Pos F |
| ---- | -------------------- | ----------- | ------ | ----- |
| 1    | Mark Spitz           | Stati Uniti | 54"6   | 4 Q   |
| 2    | José Antonio Chicoy  | Spagna      | 54"9   | 8 Q   |
| 3    | François Simons      | Belgio      | 55"5   | 17 Q  |
| 4    | Roosevelt Abdulgafur | Filippine   | 55"8   | 22 Q  |
| 5    | Carlos van der Maath | Argentina   | 56"4   | 31    |
| 6    | Angus Edghill        | Barbados    | 58"1   | 47    |
| 7    | Michael Goodner      | Porto Rico  | 58"2   | 48    |
| 8    | Salvador Vilanova    | El Salvador | 59"6   | 56    |

| Pos. | Atleta            | Nazione           | Totale | Pos F |
| ---- | ----------------- | ----------------- | ------ | ----- |
| 1    | Sergej Gusev      | Unione Sovietica  | 54"8   | 6 Q   |
| 2    | Sandy Gilchrist   | Canada            | 55"4   | 15 Q  |
| 3    | Michele D'Oppido  | Italia            | 57"3   | 44    |
| 4    | Gregorio Fiallo   | Cuba              | 58"2   | 48    |
| 5    | Geoffrey Ferreira | Trinidad e Tobago | 58"9   | 52    |
| 6    | Robert Loh        | Hong Kong         | 1'01"1 | 61    |

| Pos. | Atleta                    | Nazione          | Totale | Pos F |
| ---- | ------------------------- | ---------------- | ------ | ----- |
| 1    | Georgij Kulikov           | Unione Sovietica | 54"3   | 2 Q   |
| 2    | Pietro Boscaini           | Italia           | 55"7   | 19 Q  |
| 3    | Olaf, Baron von Schilling | Germania Ovest   | 55"8   | 22 Q  |
| 4    | Luis Ayesa                | Filippine        | 56"2   | 27    |
| 5    | Salvador Ruíz             | Messico          | 56"4   | 31    |
| 6    | Paul Nash                 | Giamaica         | 59"0   | 53    |
| 7    | José Martínez             | Cuba             | 1'00"4 | 57    |

| Pos. | Atleta           | Nazione       | Totale | Pos F |
| ---- | ---------------- | ------------- | ------ | ----- |
| 1    | Michael Wenden   | Australia     | 53"6   | 1 Q   |
| 2    | Bob Windle       | Australia     | 54"8   | 6 Q   |
| 3    | Mike Turner      | Gran Bretagna | 55"8   | 22 Q  |
| 4    | Glen Finch       | Canada        | 56"0   | 25    |
| 5    | José Ferraioli   | Porto Rico    | 56"1   | 26    |
| 6    | Ricardo González | Colombia      | 57"0   | 39    |

| Pos. | Atleta             | Nazione        | Totale | Pos F |
| ---- | ------------------ | -------------- | ------ | ----- |
| 1    | Kenneth Walsh      | Stati Uniti    | 55"7   | 19 Q  |
| 2    | Masayuki Osawa     | Giappone       | 56"5   | 33    |
| 3    | Tony Jarvis        | Gran Bretagna  | 56"5   | 33    |
| 4    | Peter Schorning    | Germania Ovest | 56"9   | 38    |
| 5    | Gérard Letast      | Francia        | 57"2   | 42    |
| 6    | Amnon Krauz        | Israele        | 57"2   | 42    |
| 7    | Gudmunður Gíslason | Islanda        | 58"6   | 50    |
| 8    | Ernesto Durón      | El Salvador    | 1'03"8 | 63    |

### Semifinali
| Pos. | Atleta                    | Nazione          | Totale | Pos F |
| ---- | ------------------------- | ---------------- | ------ | ----- |
| 1    | Robert McGregor           | Gran Bretagna    | 53"8   | 3 Q   |
| 2    | Leonid Il'ičëv            | Unione Sovietica | 53"8   | 3 Q   |
| 3    | Georgij Kulikov           | Unione Sovietica | 54"1   | 8 Q   |
| 4    | Greg Rogers               | Australia        | 54"9   | 13    |
| 5    | Sergey Gusev              | Unione Sovietica | 55"2   | 17    |
| 6    | Kunihiro Iwasaki          | Giappone         | 55"8   | 21    |
| 7    | Gary Goodner              | Porto Rico       | 55"8   | 22    |
| 8    | Olaf, Baron von Schilling | Germania Ovest   | 55"9   | 23    |

| Pos. | Atleta               | Nazione        | Totale | Pos F |
| ---- | -------------------- | -------------- | ------ | ----- |
| 1    | Zachary Zorn         | Stati Uniti    | 53"4   | 2 Q   |
| 2    | Luis Nicolao         | Argentina      | 53"8   | 3 Q   |
| 3    | Kenneth Walsh        | Stati Uniti    | 53"9   | 7 Q   |
| 4    | Wolfgang Kremer      | Germania Ovest | 54"3   | 9     |
| 5    | Lester Eriksson      | Svezia         | 54"9   | 13    |
| 6    | José Antonio Chicoy  | Spagna         | 54"9   | 14    |
| 7    | François Simons      | Belgio         | 55"3   | 18    |
| 8    | Roosevelt Abdulgafur | Filippine      | 55"9   | 23    |

| Pos. | Atleta          | Nazione       | Totale | Pos F |
| ---- | --------------- | ------------- | ------ | ----- |
| 1    | Michael Wenden  | Australia     | 52"9   | 1 Q   |
| 2    | Mark Spitz      | Stati Uniti   | 53"8   | 3 Q   |
| 3    | Michel Rousseau | Francia       | 54"5   | 10    |
| 4    | Bob Windle      | Australia     | 54"6   | 11    |
| 5    | Sandy Gilchrist | Canada        | 54"8   | 12    |
| 6    | Gábor Kucsera   | Ungheria      | 55"0   | 16    |
| 7    | Pietro Boscaini | Italia        | 55"6   | 19    |
| 8    | Mike Turner     | Gran Bretagna | 55"6   | 20    |

1. ↑  Record olimpico uguagliato

### Finale
| Pos.    | Atleta          | Nazione          | Totale | Nota            |
| ------- | --------------- | ---------------- | ------ | --------------- |
| Oro     | Michael Wenden  | Australia        | 52"2   | Record mondiale |
| Argento | Kenneth Walsh   | Stati Uniti      | 52"8   |                 |
| Bronzo  | Mark Spitz      | Stati Uniti      | 53"0   |                 |
| 4       | Robert McGregor | Gran Bretagna    | 53"5   |                 |
| 5       | Leonid Il'ičëv  | Unione Sovietica | 53"8   |                 |
| 6       | Georgij Kulikov | Unione Sovietica | 53"8   |                 |
| 7       | Luis Nicolao    | Argentina        | 53"9   |                 |
| 8       | Zachary Zorn    | Stati Uniti      | 53"9   |                 |